# Distretto di Ntcheu
Il distretto di Ntcheu (Ntcheu District) è uno dei ventotto distretti del Malawi, e uno dei nove distretti appartenenti alla Regione Centrale. Copre un'area di 3424 km² ed ha una popolazione complessiva di 428 387 abitanti (125 ab./km²). Il capoluogo del distretto è Ntcheu (ab. 19.262). 